# ГП-9

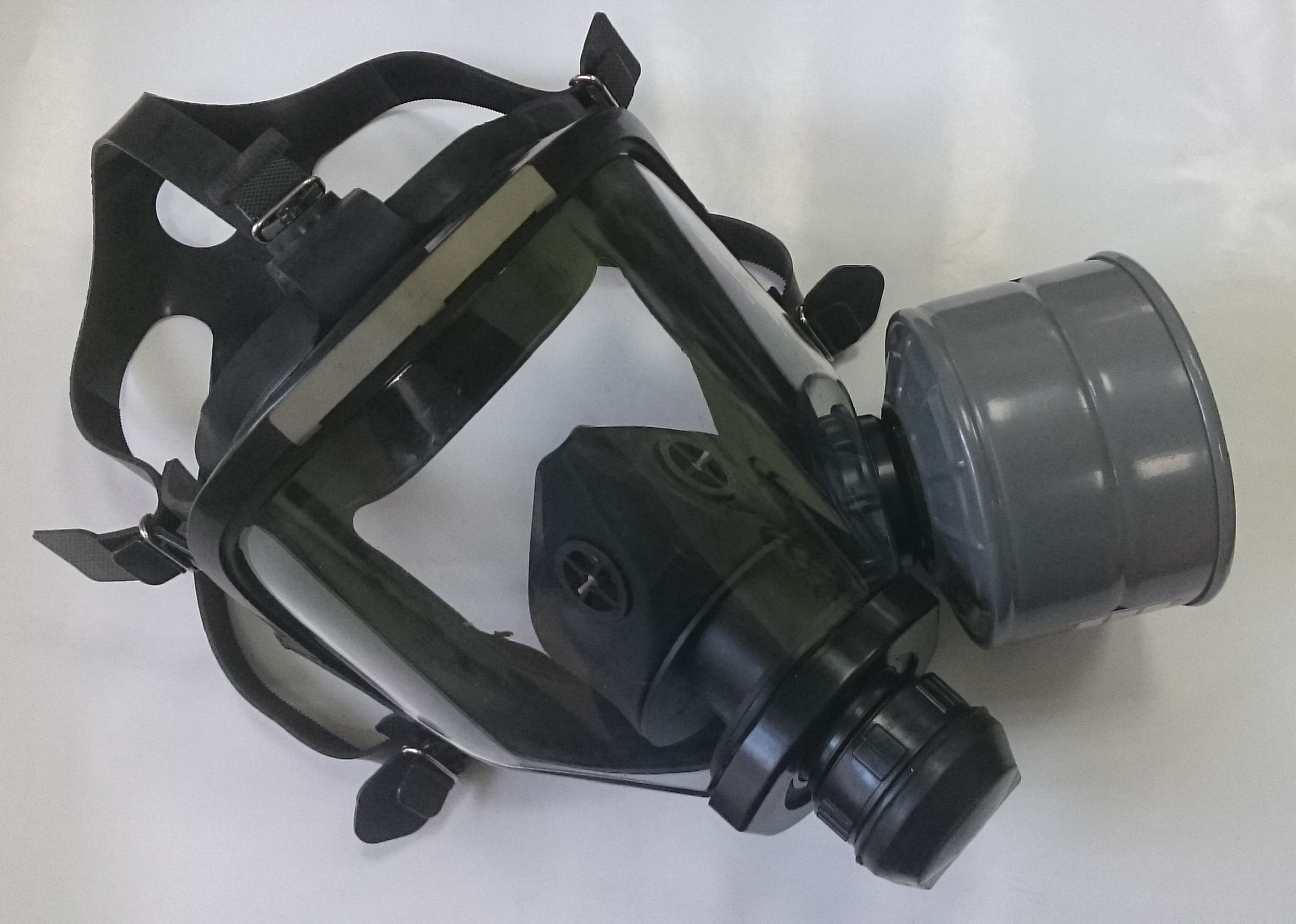
Гражданский противогаз ГП-9 с лицевой частью МАГ-3Л и фильтром комбинированным специальным A1B1E1K1HgP3D

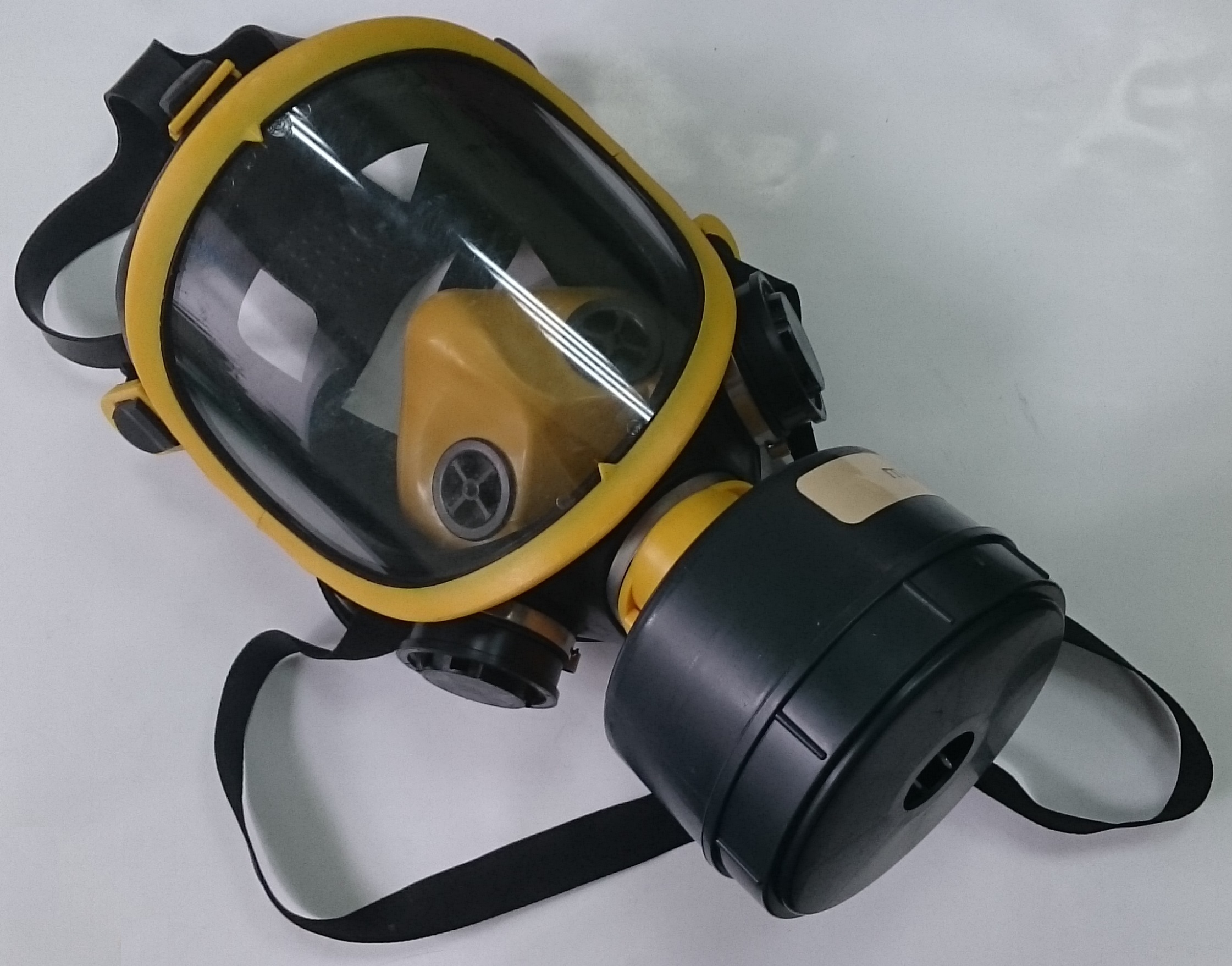
Гражданский противогаз ГП-9 с лицевой частью МПГ-ИЗОД и фильтрующе-поглощающей коробкой ГП-9кБ-Оптим

Гражданский противогаз ГП-9 — фильтрующее средство индивидуальной защиты органов дыхания, глаз и кожи лица человека, которое может быть использовано во всех климатических зонах России при температурах от -40 до +40 °C.

## Назначение
Гражданский противогаз ГП-9 предназначен для защиты органов дыхания, зрения и кожи лица взрослого населения от отравляющих веществ, аварийно химических опасных веществ, в том числе аммиака и его производных, паров ртути, радиоактивной пыли, биологических аэрозолей. Может использоваться для накопления, хранения и использования в целях гражданской обороны.

## Конструкция
Гражданский противогаз ГП-9 может комплектоваться двумя типами лицевых частей:
1. Лицевая часть состоящая из корпуса маски объёмного типа со стеклом панорамного обзора с двойным обтюратором, отформованным за одно целое с корпусом маски, подмасочника, переговорного устройства, узлов клапана вдоха и клапана выдоха, оголовья с пятиточечным креплением к корпусу маски. Лицевая часть не закрывает уши.
2. Лицевая часть состоящая из корпуса маски объёмного типа, оснащённого обтюратором, отформованным за одно целое с корпусом маски, очкового узла с плоскими стёклами круглой формы или изогнутыми стёклами трапециевидной формы, переговорного устройства, узлов клапана вдоха и клапана выдоха, оголовья с пятиточечным креплением к корпусу маски. Данная лицевая часть может оснащаться питьевым устройством (трубкой), обеспечивая возможность приёма воды из фляги во время работы в заражённой атмосфере. Лицевая часть не закрывает уши.

Фильтрующе-поглощающая коробка гражданского противогаза ГП-9 имеет форму цилиндра, с наружной навинтованной горловиной для присоединения к лицевой части. Корпус, в зависимости от предприятия-изготовителя, может изготавливаться из металла или композиционного полимерного материала. Снабжена поглощающим слоем (шихта) и противоаэрозольным фильтром.

## Комплектация
В состав комплекта гражданского противогаза ГП-9 входят:
- лицевая часть — 1 штука (в зависимости от предприятия-изготовителя в комплект могут входить лицевые части МАГ-3, МАГ-3Л, МГП, МГП-В, МГУ, МГУ-В, МПГ-ИЗОД, МП-04);
- фильтрующе-поглощающая коробка (ФПК) — 1 штука (в зависимости от предприятия-изготовителя в комплект могут входить ФПК ГП-9кБ-Оптим, ГП-9кБ-Оптим-360, фильтр комбинированный специальный A1B1E1K1HgP3D);
- сумка противогаза — 1 штука;
- средство против запотевания стёкол очкового узла (только при комплектации лицевыми частями МГП, МГП-В, МГУ, МГУ-В, МП-04, плёнки незапотевающие НПН-59 или НПН-62,5) — 6 штук;
- шнуры прижимные резиновые (только при комплектации плёнками незапотевающими) — 2 штуки;
- манжеты утеплительные — 2 штуки (только при комплектации лицевыми частями МГП, МГП-В, МГУ, МГУ-В, МП-04, комплектуются 40% комплектов противогазов от партии);
- крышка фляги — 1 штука (только для лицевых частей МП-04, МГП-В, МГУ-В);
- руководство по эксплуатации — 1 штука на упаковочное место;
- паспорт — 1 штука на партию.

## Технические характеристики
- Масса противогаза в комплекте без сумки (вне зависимости от разновидности лицевой части и ФПК, входящих в комплект) — не более 1000 грамм.
- Площадь поля зрения — не менее 70 %, (при комплектации лицевыми частями МГП, МГП-В — не менее 60 %).
- Сопротивление постоянному воздушному потоку на вдохе при объёмном расходе воздуха 30 дм3/мин — не более 180 Па.
- Объёмное содержание диоксида углерода во вдыхаемом воздухе — не более 1,5 %.
- Коэффициент подсоса под лицевую часть аэрозоля стандартного масляного тумана — не более 0,001 %[2].
- Коэффициент проницаемости ФПК по аэрозолю стандартного масляного тумана — не более 0,001 %.[3]
- Температурный диапазон эксплуатации — от -40 до +40 °C.

Минимальное время защитного действия ФПК (вне зависимости от разновидности) по опасным химическим веществам при расходе воздуха 30 дм3/мин.
- Циан водорода при концентрации 5,0 мг/дм3 — не менее 18 минут.
- Циан водорода при концентрации 1,1 мг/дм3 — не менее 25 минут.
- Циан хлористый при концентрации 5,0 мг/дм3 — не менее 18 минут.
- Циклогексан при концентрации 3,5 мг/дм3 — не менее 70 минут.
- Сероводород при концентрации 1,4 мг/дм3 — не менее 40 минут.
- Хлор при концентрации 3,0 мг/дм3 — не менее 20 минут.
- Диоксид серы при концентрации 2,7 мг/дм3 — не менее 20 минут.
- Аммиак при концентрации 0,7 мг/дм3 — не менее 50 минут.
- Пары ртути при концентрации 0,013 мг/дм3 — не менее 6000 минут.

## Упаковка и хранение
Гражданские противогазы ГП-9 упаковываются, транспортируются и хранятся в заводской упаковке — деревянных ящиках. Каждый ящик содержит 16, 18 или 20 комплектов противогазов, в зависимости от разновидности лицевой части входящей в комплект. В каждый ящик вкладывается руководство по эксплуатации противогаза. В ящик № 1 каждой партии противогазов вкладывается паспорт на партию.
Гарантийный срок хранения гражданского противогаза ГП-9, предоставляемый предприятиями-изготовителями — 12-13 лет с даты изготовления, в зависимости от разновидности лицевой части и ФПК входящих в комплект.

## Дополнительные сведения
Гражданский противогаз ГП-9 не требует применения дополнительных патронов ДПГ-3 для обеспечения защиты от аммиака и его производных. При этом противогаз не обеспечивает защиту от органических паров и газов с температурой кипения менее +65 °C (таких как: хлорциан, метан, этан, ацетилен, окись этилена и других), монооксида углерода, оксидов азота. Для защиты от монооксида углерода и оксидов азота необходимо применение комплекта фильтров специальных ПЗУ-ПК.